# Slobodan Kačar
Slobodan Kačar, född den 15 september 1957, är en jugoslavisk boxare som tog OS-guld i lätt tungviktsboxning 1980 i Moskva. Han är storebror till Tadija Kačar som tog silver i boxning vid olympiska sommarspelen 1976.